# Pseudeumastacops versicolor
Pseudeumastacops versicolor is een rechtvleugelig insect uit de familie Eumastacidae. De wetenschappelijke naam van deze soort is voor het eerst geldig gepubliceerd in 1899 door Burr.